# Chang Sang
Chang Sang est une femme d'État sud-coréenne née le 3 octobre 1939. Elle a été Première ministre de Corée du Sud par intérim du 11 au 31 juillet 2002.